# SORT
SORT, neboli Smlouva mezi Spojenými státy americkými a Ruskou federací o snížení počtu strategických útočných zbraní (angl. Strategic Offensive Reductions Treaty), známá také jako Moskevská smlouva, byla smlouva o snížení počtu strategických zbraní mezi Spojenými státy a Ruskem, která platila od června 2003 do února 2011, kdy byla nahrazena smlouvou Nová dohoda START.
Ve své době byla SORT prezentována jako „důležitý prvek nových strategických vztahů“ mezi oběma zeměmi, přičemž obě strany souhlasily s omezením svého jaderného arzenálu na 1 700 až 2 200 operačně nasazených hlavic. Dohoda byla podepsána v Moskvě 24. května 2002.
Po ratifikaci americkým Senátem a Státní dumou vstoupila smlouva SORT v platnost 1. června 2003. Její platnost by skončila 31. prosince 2012, pokud by nebyla nahrazen novou dohodou START. Kterákoli ze stran mohla od smlouvy odstoupit na základě tříměsíčního písemného oznámení druhé straně.